# Tomáš Hinšt
Tomáš Atanáš Hynšt (rozený Hinšt) – (* 1962 Brno) je český filmový režisér, scenárista.

## Životopis
Tomáš Hynšt se narodil v Brně. Jako malý se zajímal o různé formy umění, například o fotografie svého otce Antonína Hinšta. Psal také hororové povídky a později hrál divadlo (1976 v Dětském dramatickém souboru Pírko v Brně; 1977 v Dětském studiu Divadla na provázku - v režii Zdeňka Pospíšila účinkoval v úspěšné inscenaci Bramborový den aneb Objevení Ameriky; v roce 1979 s divadelní skupinou M-Dílna Brno ve hře G. Sóse Tři přání. 
V roce 1980 emigroval a usadil se ve Spolkové republice Německo. Doučil se německy, dodělal maturitu, studoval psychologii na univerzitě ve Wuppertalu, a v roce 1986 se stal hostujícím posluchačem na Vysoké škole filmu a televize v Mnichově (Odd. III: Režie hraného filmu). Začal točit své první experimentální a hrané krátké filmy, na které vydělával peníze v různých profesích (jako taxikář, noční hlídač v domově důchodců Nelly-Sachs-Haus, fotograf pro Photo-Press-Service Düsseldorf, obráběč hrubého kamene, asistent režie, kameraman, režisér). 
V exilu pak hostoval s pantomimickými vystoupeními v německém Heiligenhausu, poté v Paříži a naposled na Sokolském sletu ve Vídni,[kdy?] kde ukončil svou hereckou kariéru a zaměřil se pouze na režii hraného filmu.
Po roce 1989 se vrátil do Čech a absolvoval FAMU v Praze, na katedře hrané režie (1991–1997) pod vedením Věry Chytilové, Jiřího Svobody a Zdenka Sirového. Nyní[kdy?] žije střídavě v Mnichově, v Praze, v Miami a v Brně.
O originálním jeho způsobu vidění nejlépe vypovídají jeho filmy, a to nejen ty, které byly několikrát mezinárodně oceněny (viz filmografie[ujasnit]), ale i jeho filmařské excesy, v nichž vede herce, jak sám říká, do „filmového éteru“.